# Siergiej Siłkin
Siergiej Siłkin – były rosyjski piłkarz, wychowanek Dinama Moskwa oraz trener piłkarski.